# Muttenz
Muttenz es una ciudad y comuna suiza del cantón de Basilea-Campiña, ubicada en el distrito de Arlesheim. Limita al norte con las comunas de Birsfelden y Grenzach-Wyhlen (Baden-Wurtemberg, Alemania), al este con Pratteln y Frenkendorf, al sur con Gempen (SO) y Arlesheim, y al oeste con Münchenstein y Basilea (BS). Su población estimada al 31 de diciembre de 2020 es de 17,937 habitantes.

## Curiosidades
La ciudad recibió el premio Wakker de arquitectura en 1983. La ciudad apadrina la comuna de Tartar en el cantón de los Grisones.